# Верстатобудування
Верстатобудування — базова галузь машинобудування. 
Виготовляє метало- та деревообробні верстати, автоматичні і напівавтоматичні лінії, комплексно-автоматичні машинобудівні виробництва, ковальсько-пресове, ливарне та ін. обладнання.
Починає активно розвиватися з XVIII ст.
В кінці 80-х років верстатобудування України було на підйомі і займало друге місце в колишньому Союзі після Російської Федерації і перше місце – по кількості винаходів та інших об'єктів інтелектуальної власності .
Верстатобудування в інших країнах
Японію, ФРН, США, Італію, Швейцарію та Францію — припадає 75 % виробництва верстатів.

## Основний опис
Верстатобудування своєю продукцією забезпечує машинобудівні заводи засобами виробництва. Тому особливу увагу слід приділяти системному підходу, розробці єдиного стратегічного плану його розвитку для задоволення сучасних потреб машинобудування. Розробка окремих, навіть дуже досконалих верстатів не дасть очікуваного економічного ефекту, бо в сучасних умовах нові верстати уже на етапі розробки повинні ставати частиною гнучких виробничих ділянок, а ті частиною виробничих систем, що мають у своєму складі роботів та допоміжне обладнання. Тому модернізація чи розробка нових верстатів повинна передбачати створення сучасного цифрового, інтегрованого технологічного середовища на всіх виробництвах комплектуючих та готової продукції, так як вони знаходяться в єдиній системі.
За останні 60 років технологічний уклад машинобудівних виробництв переріс з універсальних верстатів, пройшовши етапи спеціальних, з числовим програмним керуванням (ЧПК) і нині базується на обробних центрах та технологічних комплексах; інструмент замість універсального  використовується як системи спеціального та унікального інструменту; керування від людини передано інтегрованим інформаційним системам і таке інше. Тобто крок за кроком людство наближається до безлюдного виробництва, а обладнання стає більш спеціалізованим з високими показниками якості.

## Верстатобудування в Україні
В Україні центрами верстатобудування є м. Краматорськ (НКМЗ), Київ (ПАТ «ВЕРКОН»), Харків (завод агрегатних верстатів), Одеса (верстатобудівний), Запоріжжя (верстатобудівний), Житомир (завод верстатів-автоматів), підприємства цієї галузі розташовані також у м. Мелітополь, Лубни, Корсунь-Шевченківський.